# Herzoglich Gothaisches Gendarmeriekorps

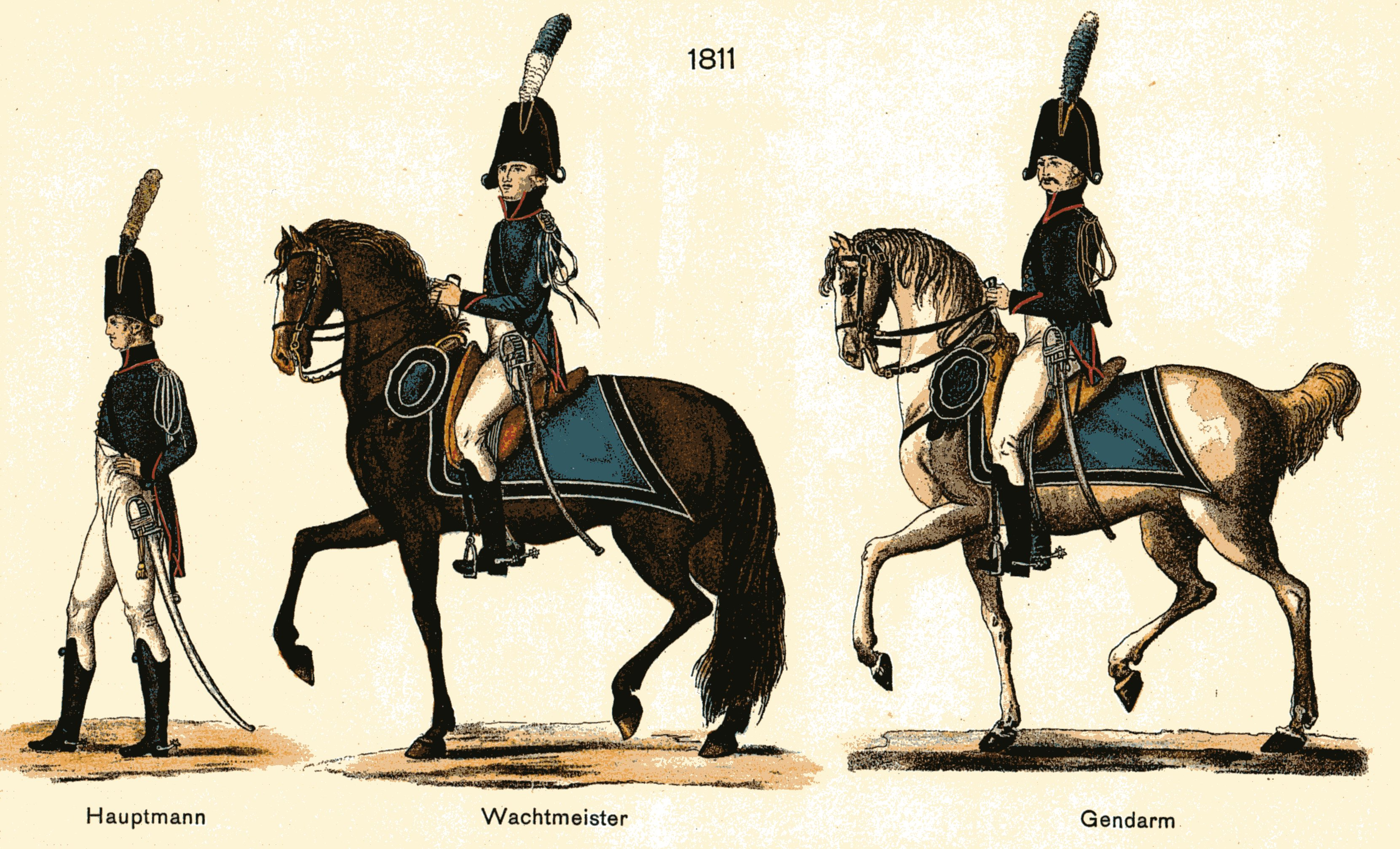
Herzoglich Gothaische Gendarmen in der ersten Uniformierung 1811 nach dem Vorbild der Gendarmerie impériale mit blauem Rock, gelbledernen Hosen und schwarzem Zweispitz.

Das Herzoglich Gothaische Gendarmeriekorps war von 1811 bis 1918 die Gendarmerie des Herzogtums Gotha. Auch nach der Gründung des Herzogtums Sachsen-Coburg und Gotha war das Korps nur in Gotha tätig. Im Gegensatz zu den meisten deutschen Gendarmerien war sie nicht militärisch organisiert, sondern unterstand immer und ausschließlich den zivilen Landesbehörden. 

## Geschichte

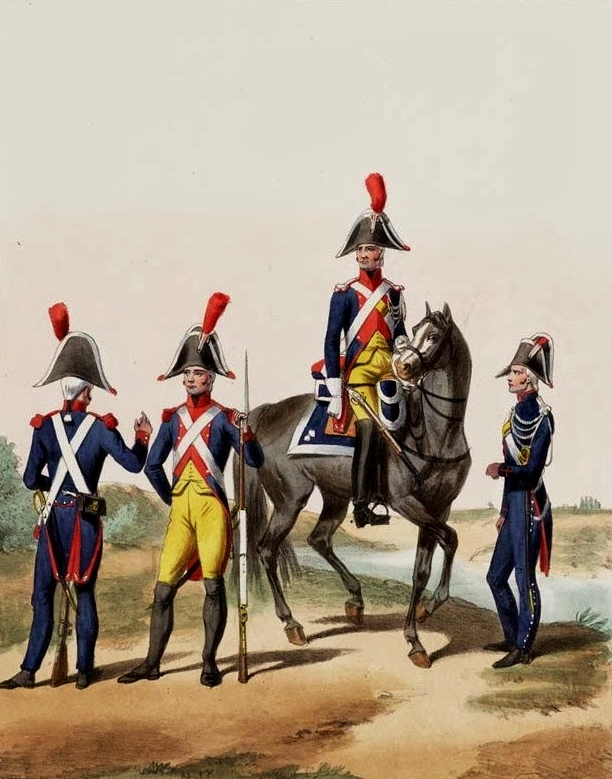
Gendarmerie impériale par Alfred de Marbot

Das Gendarmeriekorps in Sachsen-Gotha-Altenburg wurde 1811 gegründet, da sich die seit den 1790er Jahren für die öffentliche Sicherheit und Ordnung zuständigen Dragoner des herzoglichen Dragonerregiments nicht bewährt hatten. Sowohl die Dragoner selbst als auch die vorgesetzten Militärbehörden hielten den Einsatz der Reiter für polizeiliche Aufgaben für unzumutbar. Außerdem waren die ursprünglich berittenen Dragoner aus Kostengründen schließlich nur noch zu Fuß tätig. Ihre Personalstärke betrug um 1807 noch sechs Offiziere und 100 Mannschaften und Unteroffiziere.
Als das Regiment 1807 aufgrund des Beitritt Gothas zum Rheinbund aufgelöst wurde, entstanden sofort Planungen für eine sogenannte Landespolizei-Miliz, die gut 20 berittene Landespolizei-Reuter (sprich: Reiter) umfassen sollte. Da sich die Aufstellung der Truppe immer wieder verzögerte, wurden sieben nach dem Vorbild der französischen Gendarmerie impériale uniformierte berittene Gendarmen angestellt. Zwischen 1807 und 1811 scheinen diese Gendarmen und die Polizei-Reuter parallel existiert zu haben. 
Mit dem Patent vom 22. November 1811 wurde die "Land-Polizei-Miliz", alternativ als Gendarmerie bezeichnet, formal aufgestellt. Ab dem 31. Dezember 1811 galt die Gendarmerie einsatzbereit. Sie setzte sich zusammen aus:
- einem Polizeihauptmann,
-  4 Wachtmeistern, 
- 20 Gemeinen,
und unterstand dem Chef der Landesregierung, also einer Zivilbehörde. Die Gothaer Gendarmen waren somit keine Militärangehörigen und unterstanden disziplinarisch den zivilen Gerichten. Nach § 11 des Patents war ihre Aufgabe:
Erhaltung und Förderung der öffentlichen Sicherheit, Verhütung und Entdeckung von Vergehungen und Wachsamkeitüber die Befolgung der Polizeigesetze.
Patent vom 22. November 1811, zitiert nach Rasch, Gendarmerie, S. 12
In Gotha selbst wurde ein Kommando von einem Wachtmeister und zwei Gendarmen stationiert, das die Stadt sowie die Vorstädte patrouillieren sollte sowie als sofortige Eingreiftruppe im Land eingesetzt werden konnte. 12 weitere Gendarmen waren fest stationiert, während drei Kommandos, je aus einem Wachtmeister und zwei Gendarmen bestehend, von der Hauptstadt aus regelmäßig das Land abpatrouillierten. Die unteren Behörden waren verpflichtet, den Gendarmen in jeder Hinsicht Unterstützung zu leisten, was auch die Bestrafung von z. B. Widerstand leistenden betraf. 
Die Uniform entsprach aus taktisch-politischen Gründen den Uniformen der französischen Gendarmerie impériale und bestand aus einem blauen Rock, gelbledernen Hosen, einem zweispitzigen Hut und hohen Stiefeln. Als Bewaffnung dienten ein Säbel und zwei Pistolen einschließlich einer Patronentasche. Da auch die spätere Uniform (siehe unten) eine blaue Grundfarbe aufwies, unterschied sich das Korps auch äußerlich deutlich von dem bis zur Auflösung 1866 immer grün uniformierten Militärkontingent des Herzogtums im Bundesheer. 
Die im Grunde genommen französische Uniform war insofern von Bedeutung, als dass sie die Zusammenarbeit mit der Gendarmerie impériale erleichterte, die auch als Militärpolizei z. B. gegen marodierende französische Truppen verwandt wurde. Beim Rückzug der Grande Armée aus Russland wurde eigens eine Gendarmeriebrigade aus fünf Gendarmen unter Führung eines französischen Brigadiers gebildet, die französische Versorgungskonvois nach Erfurt begleitete. Nach der Völkerschlacht bei Leipzig verhinderte die herzogliche Gendarmerie in Zusammenarbeit mit acht französischen Gendarmen, dass Gotha von abrückenden französischen Truppen geplündert wurde. Die Stadttore wurden gemeinsam gesperrt und lediglich Offiziere durften die Stadt betreten. Dabei wurden die Gendarmen durch ein Piket Lanciers (Lanzenreiter) unterstützt. Nachteilig wirkte sich die Uniform für einen Gendarmen aus, der einem Trupp russischer Kosaken in die Hände fiel und nicht nur beraubt, sondern auch vollständig dienstunfähig geprügelt wurde. 
Nach den Kriegswirren der Koalitionskriege wurden die Gendarmen mehr und mehr mit verwaltungspolizeilichen Aufgaben wie der Lebensmittelkontrolle oder der Überwachung der Feuerspritzen betraut. 1824 wurde die inzwischen antiquiert wirkende französische Uniform abgeschafft. Stattdessen wurde ein dunkelblaues Kollett, lange blaue Tuchhosen, kurze Stiefel und ein Tschako mit Wappen, Kokarde und grünweißem Stutz eingeführt sowie für normale dienstliche Zwecke eine blaue Schirmmütze, eine dunkelgraue Tuchhose mit Reitleder und ein langer blauer Überrock. Unklar ist, welche Uniform als Vorbild diente. 
Das Territorium Sachsen-Gotha-Altenburg fiel nach dem Tod von Herzog Friedrichs IV. an die ernestinische Verwandtschaft und ging zum Teil im neu eingerichteten Herzogtum Sachsen-Coburg und Gotha auf. Daneben entstand das Herzogtum Sachsen-Altenburg, in dem das Herzoglich Sachsen-Altenburgische Gendarmeriekorps gebildet wurde. Der verbliebene Teil des Gendarmeriekorps in Gotha war nur für den Landesteil Gotha zuständig.  
Um die Dienstaufsicht über die einzeln stationierten Gendarmen zu erleichtern, wurden 1829 fünf Gendarmeriebrigaden gegründet, die in Gotha, Waltershausen, Ichtershausen, Ohrdruf und Tonna stationiert waren. Auch wurden die verwaltungspolizeilichen Aufgaben erweitert und die Gendarmen zeitweise im Zolldienst und im Forst- und Fischereidienst sowie als Boten eingesetzt. 1830 wurden erstmals Fußgendarmen eingestellt, was allerdings fiskalische Gründe hatte. Um drei berittene Gendarmen pensionieren zu können, wurde nur ein neuer Reiter und zwei Fußgendarmen eingestellt; durch die Einsparungen für die zwei Reiter konnten die Pensionen finanziert werden. 
Dieses System bewährte sich jedoch nicht, da die Fußgendarmen weitaus weniger beweglich als die Reiter waren. 1837 wurde der Wachtmeister Ludwig nach Coburg abkommandiert, um dort eine Gendarmerie nach Gothaischem Muster aufzubauen. Bis dahin hatte in Coburg, wie bis 1807 in Gotha, das Militär die polizeilichen Aufgaben wahrgenommen und sich ebenso als ineffektiv erwiesen. 
1844 erhielt das Korps eine vollständig veränderte Uniform, die sowohl preußische als auch bayerische Elemente enthielt. Der dunkelblaue, einreihige Waffenrock mit weißen Knöpfen, lichtblauem Kragen und lichtblauen schwedischen Aufschlägen war nach preußischem, der Raupenhelm mit weißem Beschlag nach bayerischem Muster gefertigt. Dazu wurden dunkelgraue Hosen und ein dunkelgrauer Mantel getragen sowie für besondere dienstliche Tätigkeiten eine blaue Mütze mit schwarzlackiertem Schirm. 
Diese Uniform war auch noch kurz vor dem Ersten Weltkrieg und vermutlich bis zur Auflösung des Korps 1918 in Gebrauch; lediglich der Raupenhelm wurde vermutlich um 1880 durch die preußische Pickelhaube ersetzt. Bereits vor 1911 waren alle Gendarmen mit Revolvern ausgerüstet worden. 
In den 1840er Jahren wurden die berittenen Gendarmen weiter reduziert. Angeblich waren nun Fußgendarmen effektiver, da diese keine Dienstzeit auf die Pferdepflege verwenden mussten und unauffälliger operieren konnten. Hinzu kam, dass durch die Einführung der Eisenbahn und verbesserter Postverbindungen die Kontrolle der Einzelposten erheblich erleichtert wurde. 1849 wurden endlich die Ruhegehälter der Gendarmen vom allgemeinen Pensionsfonds übernommen, so dass jüngeres Personal eingestellt werden konnte. Dieses musste eine einjährige Probezeit absolvieren. Endlich wurde auch eine Remontekasse eingeführt, um die Pferde der berittenen Gendarmen vom Staat einkaufen lassen zu können, was die Verschuldung der Gendarmen verhinderte.
Mit der Einführung der Landratsämter 1858 veränderte sich die Struktur des Korps erheblich. An den Amtssitzen Gotha, Ohrdruf und Waltershausen wurde nun jeweils eine Brigade stationiert. 1861 wurde auch die Stelle des Kommandeurs aufgehoben und die dadurch eingesparten Gelder für die Einstellung eines weiteren Fußgendarmen sowie für die Remonte eingesetzt. 
Ein weiterer Schritt war die Abschaffung der Brigadekommandos in den 1880er Jahren, wodurch die Kompetenzen der Landratsämter gestärkt wurden. Ab 1888 existierte nur noch eine Brigade als Gendarmerie-Kommando für das gesamte Herzogtum Gotha. Kommandeur war nun ein Oberwachtmeister, der direkt dem Staatsministerium unterstellt war. Seine Funktion war jedoch stark begrenzt, da die unmittelbare Dienstaufsicht den Landratsämtern oblag. Diese Struktur war auch 1911 noch vorhanden. Zu diesem Zeitpunkt bestand das Korps aus einem Oberwachtmeister als Kommandeur, sieben berittenen und 16 Fußgendarmen. Zu diesem Zeitpunkt waren bereits die ersten Gendarmen eingestellt worden, die eine Gendarmerie- oder Polizeischule besucht hatten und über kriminalpolizeiliche als auch generell über bessere Gesetzeskenntnisse verfügten.

## Stationierung und Personalstärke 1912

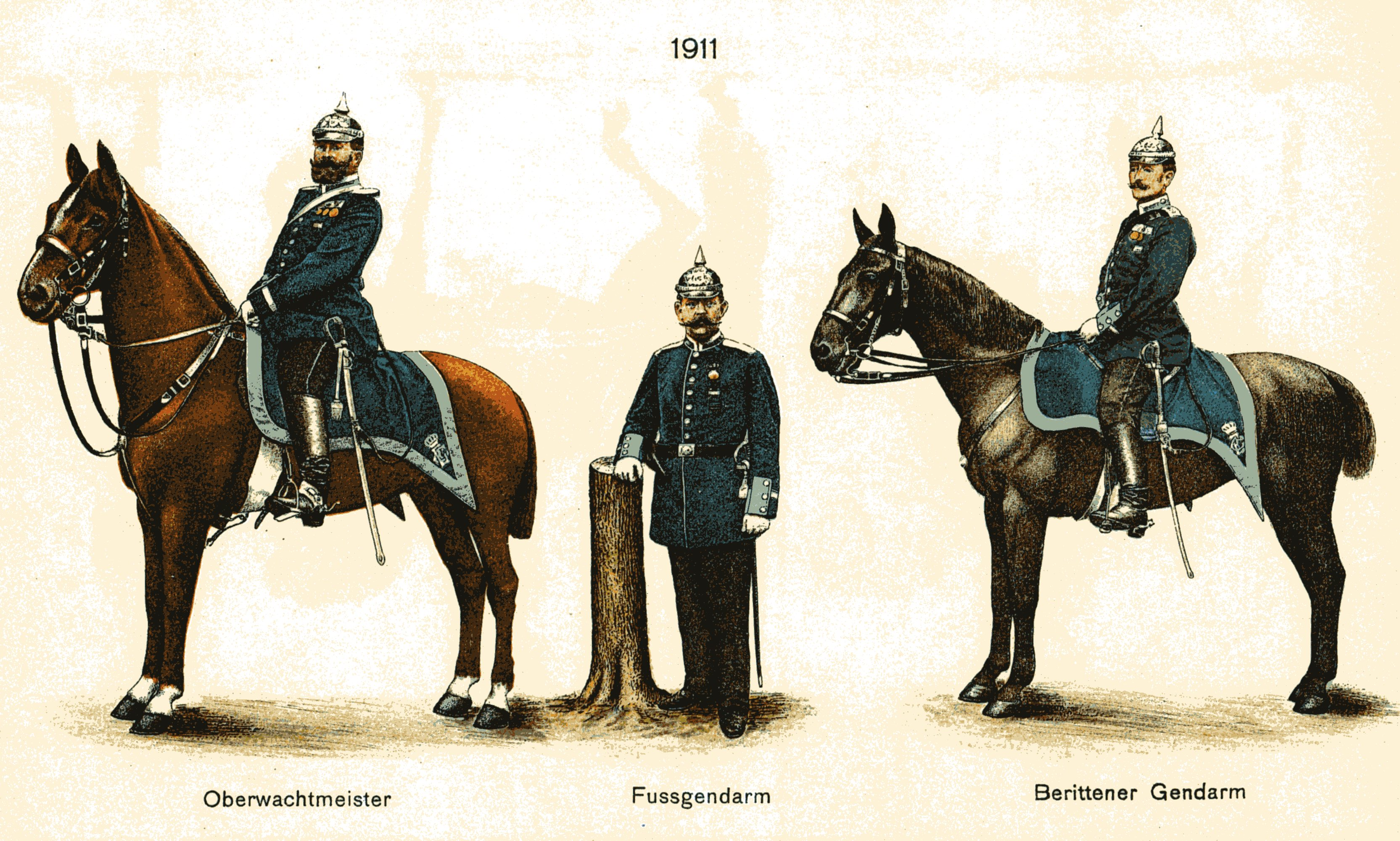
Gendarmen des Herzoglich Gothaischen Gendarmeriekorps 1911.

1912 bestand das Korps aus einem Oberwachtmeister, sieben berittenen und 16 Fußgendarmen, die in den drei Landratsämtern Gotha, Waltershausen und Ohrdruf in 23 Orten stationiert waren. Vermutlich verfügte aber zumindest Gotha über eine eigene Kommunalpolizei. 

## Auflösung
Das Korps wurde vermutlich, Einzelheiten sind nicht bekannt, nach der Novemberrevolution 1918 zuerst umbenannt und möglicherweise mit der Gründung des Landes Thüringen 1920 in die neue Schutzpolizei integriert. 